# Episodi di SpongeBob (quattordicesima stagione)
La quattordicesima stagione di SpongeBob è andata in onda negli Stati Uniti d'America dal 2 novembre 2023 al 2 dicembre 2024. In Italia è andata in onda dal 25 marzo 2024 al 2 dicembre 2024 su Nickelodeon. 
| Nº  | Nº | Titolo originale             | Titolo italiano                        | Prima TV         | Prima TV italiana |
| --- | -- | ---------------------------- | -------------------------------------- | ---------------- | ----------------- |
| 294 | 1  | Single-Celled Defense        | Autodifesa unicellulare                | 2 novembre 2023  | 25 marzo 2024     |
| 294 | 1  | Buff for Puff                | Muscoli per la Signora Puff            | 20 novembre 2023 | 25 marzo 2024     |
| 295 | 2  | We Heart Hoops               | Noi amiamo Hoops                       | 21 novembre 2023 | 25 marzo 2024     |
| 295 | 2  | SpongeChovy                  | Acciugamania                           | 22 novembre 2023 | 25 marzo 2024     |
| 296 | 3  | BassWard                     | Squiddy Bass                           | 23 novembre 2023 | 19 luglio 2024    |
| 296 | 3  | Squidiot Box                 | La scatola dell'immaginazione          | 12 febbraio 2024 | 19 luglio 2024    |
| 297 | 4  | Blood is Thicker Than Grease | Il ristorante di famiglia              | 15 luglio 2024   | 23 luglio 2024    |
| 297 | 4  | Don't Make Me Laugh          | Non farmi ridere                       | 12 febbraio 2024 | 23 luglio 2024    |
| 298 | 5  | Momageddon                   | Mammageddon                            | 14 febbraio 2024 | 26 marzo 2024     |
| 298 | 5  | Pet the Rock                 | La pietra domestica                    | 14 febbraio 2024 | 26 marzo 2024     |
| 299 | 6  | Tango Tangle                 | Lezione di tango                       | 20 febbraio 2024 | 27 marzo 2024     |
| 299 | 6  | Necro-Nom-Nom-Nom-I-Con      | Ricettario nefasto                     | 20 febbraio 2024 | 27 marzo 2024     |
| 300 | 7  | PL-1413                      | Un altro salto nel tempo               | 15 luglio 2024   | 24 luglio 2024    |
| 300 | 7  | In the Mood to Feud          | La faida del miele                     | 16 luglio 2024   | 24 luglio 2024    |
| 301 | 8  | Mooned!                      | La medusa lunare                       | 17 luglio 2024   | 25 luglio 2024    |
| 301 | 8  | Hysterical History           | La strana storia di Bikini Bottom      | 18 luglio 2024   | 25 luglio 2024    |
| 302 | 9  | Kreepaway Kamp               | Kamp Spavento - prima parte            | 10 ottobre 2024  | 10 ottobre 2024   |
| 303 | 10 | Kreepaway Kamp               | Kamp Spavento - seconda parte          | 10 ottobre 2024  | 10 ottobre 2024   |
| 304 | 11 | Snow Yellow                  | Gialloneve                             | 11 novembre 2024 | 11 novembre 2024  |
| 305 | 12 | The Dirty Bubble Bass        | Dirty Bubble e Bubble Bass             | 22 luglio 2024   | 18 novembre 2024  |
| 305 | 12 | Sheldon SquarePants          | Sheldon SquarePants                    | 23 luglio 2024   | 18 novembre 2024  |
| 306 | 13 | Sandy's Country Christmas    | Il Natale country di Spongebob e Sandy | 2 dicembre 2024  | 2 dicembre 2024   |

## Autodifesa unicellulare
Stanco di essere sempre calpestato da tutti i cittadini, Plankton decide di imparare alcune mosse di karate da Sandy. Dopo un sacco di allenamenti pericolosi, il microbo decide di utilizzare la sua mossa invincibile al Krusty Krab per rubare la formula del Krabby Patty, senza però usare la tecnica della scienziata. Sfortunatamente, una volta sfidato dai ninja del ristorante, viene calpestato da Mr. Krabs e, alla fine, di nuovo da un infortunato SpongeBob mentre è in ospedale.

## Muscoli per la Signora Puff
Mr. Krab pensa che la signora Puff si è fortemente innamorata di Larry, dopo essersi salvato la sua vita a Goo Lagoon. Tuttavia, decide di frequentare la palestra dell'aragosta per riuscire a conquistare il cuore della pesce palla, ma sfortunatamente, non riesce a ricevere un solo muscolo per via dei suoi allenamenti.

## Noi amiamo Hoops
SpongeBob e Patrick scoprono che il loro idolo della TV, Hoops, è un volto familiare: Il vecchio Walker.

## Acciugamania
Le acciughe vengono al Krusty Krab per un Krabby Patty, ma prendono apposta SpongeBob e lo contagiano. Tuttavia, per colpa delle acciughe, SpongeBob contagia Patrick, Mr. Krab, Perla, la signora Puff, Miss Upturn e gli altri. Alla fine, fortunatamente, Squiddi ebbe un'idea di chiamare il pizzaiolo della pizzeria per preparare una pizza alle sardine, facendo terrorizzare le vere acciughe.

## Squiddy Bass
In questo episodio dove SpongeBob non appare, Squiddi e Bubble Bass devono arrivare a Jetsam City, dove vogliono andare rispettivamente alla convention dei clarinetti e quella dei fumetti. Sfortunatamente, i due vengono cacciati via dopo che loro non avevano i biglietti e devono andare a piedi per arrivare ai loro sogni. Fortunatamente, trovano una fattoria e dopo essere saltati sull'aeroplano del vecchio Jenkins, arrivano a Jetsam City, dove alloggiano per la notte in una camera d'albergo. Il giorno dopo, partono per andare alla convention, ma purtroppo sono state distrutte per colpa dell'aeroplano del contadino e così Squiddi e Bubble Bass devono ritornare a Bikini Bottom.

## La scatola dell'immaginazione
SpongeBob e Patrick ritrovano la loro vecchia scatola dell'immaginazione, apparsa solo nell'episodio 4b della terza stagione, però Squiddi rimane accidentalmente intrappolato nella scatola e deve scappare utilizzando l'immaginazione di SpongeBob e Patrick. Dopo aver fatto delle avventure pericolose, Squiddi riesce finalmente ad uscire dalla scatola dell'immaginazione e, una volta entrto al Krusty Krab, rimane misteriosamente bloccato di nuovo nella scatola, magari per via di un'allucinazione.

## Il ristorante di famiglia
La famiglia di Plankton aprono lo "Spud Bucket" accanto al Chum Bucket, dove servono solamente le patate. Infatti, Sheldon vuole assolutamente rovinare il loro lavoro utilizzando i suoi piani malvagi. Ma scopre che essendo il figlio di sua madre e suo padre, decide di rinunciare l'idea dei suoi piani geniali e di lavorare con la sua famiglia allo Spud Bucket. Però, il microbo serve solamente delle patate con del chum, facendo scappare la clientela e quindi la famiglia di Plankton se ne vanno con la loro limousine.

## Non farmi ridere
Spongebob e Patrick sono al cinema per vedere un film romantico, ma la spugna inizia a ridere per nessun motivo. Dopo essere stato cacciato dal cinema, il protagonista decide di liberarsi della sua risata, ma sfortunatamente, non ci riesce. Alla fine, SpongeBob riesce finalmente a smettere di ridere, dopo aver visto la sua nonna che stava solamente guardando un film tristissimo.

## Mammageddon
Le mamme di Squiddi, Mr. Krab e SpongeBob comandano al Krusty Krab.

## La pietra domestica
Patrick sceglie una pietra come animale domestico, ma un collezionatore di pietre cercherà in tutti i modi di rubare la pietra di Patrick. 

## Lezione di tango
Plankton, Karen, SpongeBob, Perla, Bubble Bass, Mama Bass, Slappy e Slippy prendono lezioni di ballo da Suzie Groove.

## Ricettario nefasto
SpongeBob scambia un libro di cucina per un libro di incantesimi e, dopo aver servito le colazioni ai clienti, si rivela un grande caos al Krusty Krab.

## Un altro salto nel tempo
Durante un'assemblea nel museo di Bikini Bottom per la donazione degli oggetti inutili nella capsula del tempo tecnologica inventato da Sandy, Plankton viaggia accidentalmente fino nel 4024. Dopodiché, il plancton minuscolo scopre che la città di Bikini Bottom è ricoperta di gradiente cromato e, con tanta depressione, vuole ritornare assolutamente nel 2024. Alla fine, ci riesce a ritornare nel presente, con l'aiuto di Sandy ringiovanita grazie alla macchina del tempo. Ma sfortunatamente, una volta ritornato indietro, Plankton si ritrova in un loop temporale.

## La faida del miele
SpongeBob, Patrick e Sandy vengono invitati nella fattoria di Narlene e Nobby. Però, sono in confusione, perché è iniziata una lunga faida tra i narvali contro i plankton.

## La medusa lunare
SpongeBob vuole catturare la medusa lunare, ma dovrà chiedere aiuto al grande cacciatore di meduse: Kevin, il cetriolo.

## La strana storia di Bikini Bottom
SpongeBob, Patrick e Sandy vanno al museo per sentire le storie di Bikini Bottom avvenute nel passato.

## Kamp Spavento - prima e seconda parte
SpongeBob, Patrick e Sandy vengono invitati in un'altra riunione a Kamp Koral. Tuttavia, una volta arrivati al campo estivo, scoprono che Kamp Koral è abbandonato e distrutto. Ma sfortunatamente per loro, l'autobus viene distrutto da un albero, quindi devono restare qua finché non arriva qualcuno. Infatti, la spugna, la stella e la scoiattolina scoprono che Squiddi, Perla, Mr. Krab, la signora Puff, Bubble Bass, Larry, Plankton, Karen, Kevin, Craig, Lady Upturn e i Trawlers vengono misteriosamente presi da un misterioso tizio. Così, il trio decidono di allearsi con Narlene e Nobby per cercare l'antagonista. Però, il tizio prende anche Narlene, Nobby, Patrick e Sandy, solo SpongeBob rimane sopravvissuto in una foresta. Improvvisamente, la scoiattolina scopre che il misterioso tizio è Elwood che spiega alla ragazza che ha deciso di fare una riunione per riavere i suoi vecchi amici, perché si sono dimenticati di lui a Kamp Koral. Alla fine, dopo aver preso SpongeBob, il gruppo inizia a fare una festa.

## Gialloneve
Simile al film Disney, Biancaneve e i sette nani, Gialloneve, nei panni di SpongeBob, è una spugna molto bella e la regina Karen vuole assolutamente uccidere Gialloneve con il suo assistente Bubble Bass, il cacciatore. Fortunatamente, Bubble Bass non riesce a farlo fuori grazie ad un Krabby Patty fatto da lui. Infatti, il protagonista si ferma nella casa delle meduse per farsi una dormita e, tuttavia, incontra le sette medusine che sono: Mr. Krab, Patrick, Squiddi, Sandy, Gary, il vecchio Jenkins e la Signora Puff. Dopodiché, Karen si traveste da una mendicante per uccidere la spugna grazie a una mela fatta di Chum e, finalmente, riesce a farlo fuori. Sfortunatamente per lei, viene attaccata dalle sette medusine per vendicarsi di quello che ha fatto a lui e, fortunatamente, grazie alle lacrime delle meduse, durante il funerale, riescono a ritornare in vita Gialloneve.

## Dirty Bubble e Bubble Bass
Mentre è in vasca a rilassarsi, Bubble Bass mastica una gomma e libera per sbaglio Dirty Bubble. Così, il duo decide di fare le rapine nella banca di Bikini Bottom e mandano in K.O. SpongeBob, Patrick, Squiddi e Mr. Krab nei panni di Waterman, Supervista, Dr. Negative e Capitano Tirchius al Krusty Krab. Infatti, per avere più munizioni, Bubble Bass suggerisce di andare al Chum Bucket per procurarsi tutto il Chum che c'è a disposizione. Alla fine, con tutto il Chum che c'è nel suo corpo, Dirty Bubble scoppia, facendo cadere Bubble Bass.

## Sheldon SquarePants
Plankton decide di fare parte nella famiglia SquarePants per cercare di scoprire il segreto di SpongeBob, ovvero la formula del Krabby Patty. Tuttavia, la spugna e Sheldon iniziano ad essere fratelli per un po' di tempo, finché SpongeBob dice a Plankton il suo segreto che non è la formula del Krabby Patty, ma bensì di una cravatta finta. Infatti, Plankton infuriato, decide di farlo a pezzi con una motosega, ma i genitori della spugna li fanno mandare nella casa della famiglia Stella, ovvero il suo nuovo fratellone è Patrick.

## Il Natale country di Spongebob e Sandy
È il 25 dicembre, ovvero Natale, e la famiglia Cheeks viene a Bikini Bottom per fare visita a Sandy e SpongeBob. Una volta arrivati al Krusty Krab, il gruppo scopre che il ristorante ha solo canzoni tragiche cantate da Mr. Krab e Squiddi e, infatti, la famiglia di scoiattoli decide di cantare una loro canzone, composta da loro, per accontentare la clientela. Tuttavia, nel cuore della notte, Sandy prepara un esperimento utilizzando l'albero di Natale e organizza persino delle attrazioni per lo spettacolo dedicato ai cittadini di Bikini Bottom. All'improvviso, Babbo Natale arriva negli abissi, ma si schianta contro un gigantesco albero di Natale, creato da Rowdy e Rosie, e finisce a terra. Tuttavia, con Babbo Natale impazzito, il Natale è rovinato, così Sandy decide di costruire una slitta per consegnare i doni a tutti i cittadini. Una volta consegnati tutti i regali e fatto tornare in sé Babbo Natale, Sandy viene ringraziata dai suoi amici per aver donato regali bellissimi e, quindi, la famiglia Cheeks torna in Texas.